# Peter Moore Speer

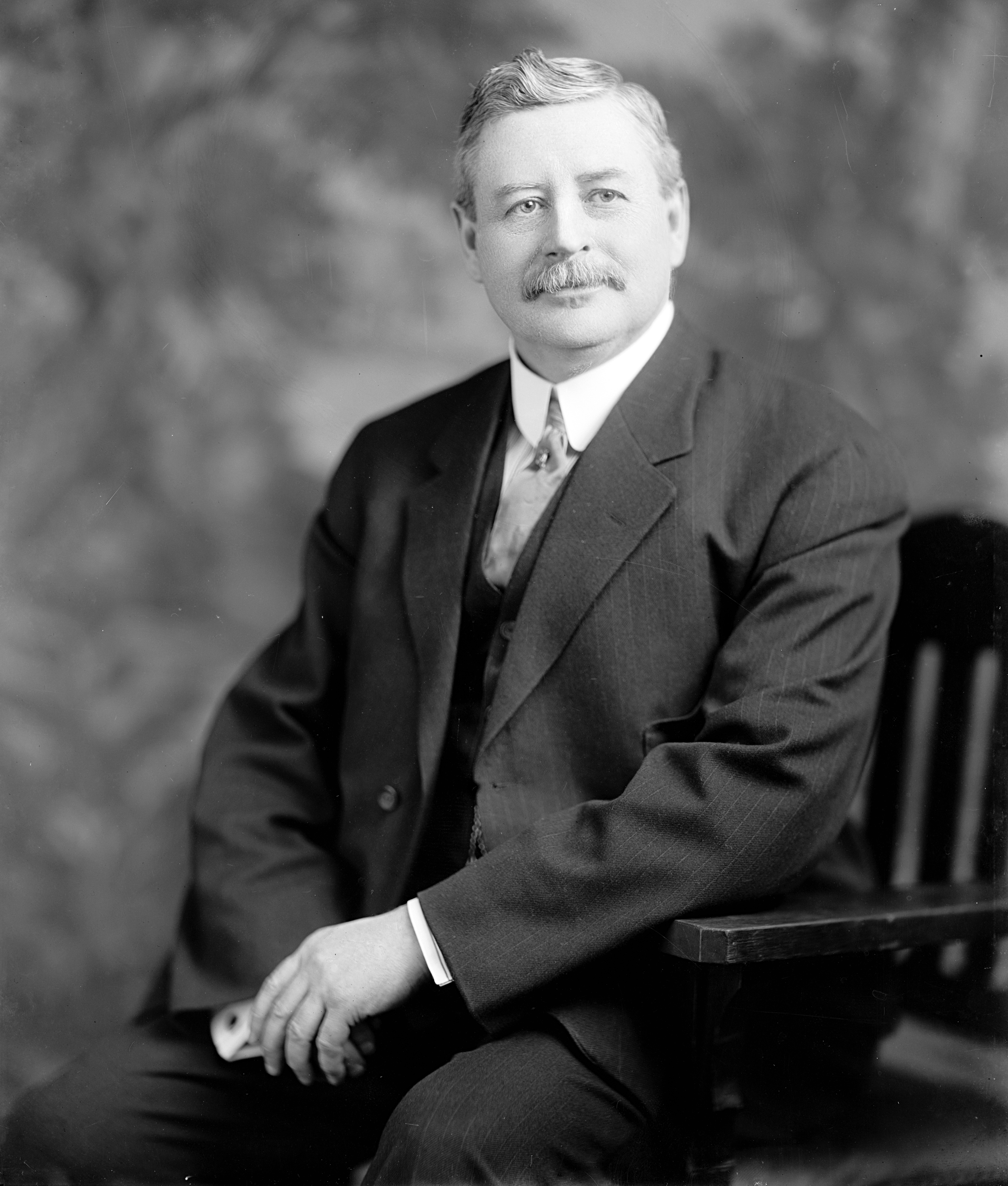
Peter Moore Speer

Peter Moore Speer (* 29. Dezember 1862 bei Oil City, Venango County, Pennsylvania; † 3. August 1933 in New York City) war ein US-amerikanischer Politiker. Zwischen 1911 und 1913 vertrat er den Bundesstaat Pennsylvania im US-Repräsentantenhaus.

## Werdegang
Peter Speer besuchte die öffentlichen Schulen seiner Heimat, das Allegheny College in Meadville und das Westminster College in New Wilmington. Im Jahr 1887 absolvierte er das Washington & Jefferson College in Washington (Pennsylvania). Nach einem anschließenden Jurastudium und seiner 1889 erfolgten Zulassung als Rechtsanwalt begann er in Oil City in diesem Beruf zu arbeiten. Zwischen 1891 und 1893 war Speer Bezirksstaatsanwalt im dortigen Venango County; von 1895 bis 1906 fungierte er als juristischer Vertreter der Stadt Oil City. Politisch war er Mitglied der Republikanischen Partei. In den Jahren 1897 und 1898 saß er als Abgeordneter im Repräsentantenhaus von Pennsylvania.
Bei den Kongresswahlen des Jahres 1910 wurde Speer im 28. Wahlbezirk von Pennsylvania in das US-Repräsentantenhaus in Washington, D.C. gewählt, wo er am 4. März 1911 die Nachfolge von Nelson Platt Wheeler antrat. Da er im Jahr 1912 nicht bestätigt wurde, konnte er bis zum 3. März 1913 nur eine Legislaturperiode im Kongress absolvieren.
Nach dem Ende seiner Zeit im US-Repräsentantenhaus praktizierte Speer zunächst wieder als Anwalt in Oil City. Im Jahr 1918 verlegte er seinen Wohnsitz und seine Kanzlei nach New York City. Dort arbeitete er zwischen 1918 und 1932 in verschiedenen Positionen für Standard Oil. Zunächst war er für diese Firma bis 1922 als Berater tätig. Von 1922 bis 1928 war er Mitglied im Vorstand und von 1928 bis 1932 deren Vizepräsident. Danach zog er sich in den Ruhestand zurück. Peter Speer starb am 3. August 1933 in New York.